# Елизабет фон Текленбург
Елизабет фон Текленбург (на немски: Elizabeth von Tecklenburg; * ок. 1510) е графиня от Текленбург и чрез женитба графиня на Байхлинген в Тюрингия.

## Произход
Тя е дъщеря на граф Ото VIII (IX) фон Текленбург (ок. 1480 – 1534) и съпругата му Ирмгард фон Ритберг (* ок. 1480), дъщеря на граф Йохан I фон Ритберг († 1516) и съпругата му Маргарета фон Липе († сл. 1527). Сестра е на Конрад фон Текленбург-Шверин (1493 – 1557), от 1534 г. граф на Текленбург, Анна фон Текленбург (ок. 1510 – 1554), омъжена през 1530 г. за граф Филип фон Золмс-Браунфелс.

## Фамилия
Елизабет фон Текленбург се омъжва през 1550 г. за граф Лудвиг Албрехт фон Байхлинген († 1557), син на граф Адам фон Байхлинген (1460 – 1538) и втората му съпруга ландграфиня Катарина фон Катарина фон Хесен (1495 – 1525). Те нямат деца.